# Łambuch
Łambuch (bułg. Ламбух) – wieś w południowej Bułgarii, w obwodzie Chaskowo, gminie Iwajłowgrad, nad Ardą. Według danych Narodowego Instytutu Statystycznego, 31 grudnia 2011 roku wieś liczyła 25 mieszkańców.